# 628
| [ Edytuj tabelę ]          |                                                                       |
| Cesarz Bizancjum           | - 610 Herakliusz 641                                                  |
| Cesarz Chin                | - 626 Tang Taizong 649                                                |
| Król Essexu                | - 617 Sigeberht I Mały 653                                            |
| Król Franków               | - 584 Chlotar II 629                                                  |
| Cesarz Japonii             | - 592 Suiko 628                                                       |
| Król Kentu                 | - 616 Eadbald 640                                                     |
| Patriarcha Konstantynopola | - 610 Sergiusz I 638                                                  |
| Władca Korei               | - 618 Yŏngnyu 642                                                     |
| Król Longobardów           | - 626 Arioald 636                                                     |
| Król Mercji                | - 626 Penda 655                                                       |
| Papież                     | - 625 Honoriusz I 638                                                 |
| Król Persji                | - 590 Chosrow II Parwiz 628 - 628 Kawad II 628 - 628 Ardaszir III 629 |
| Król Wizygotów             | - 621 Swintila 631                                                    |

Rok 628 / DCXXVIII
stulecia: VI wiek ~
VII wiek ~
VIII wiek

lata: 618 «
623 «
624 «
625 «
626 «
627 «
628
» 629
» 630
» 631
» 632
» 633
» 638

## Wydarzenia
Ameryka
- Copán zostało głównym miastem cywilizacji Majów.

Azja
- Kurajszyci przyjęli islam.
- Wojska bizantyjskie dotarły do stolicy Sasanidów, Ktezyfonu.
- Indyjski matematyk i astronom Brahmagupta opracował Brahmasphutasiddhanta – wierszowany podręcznik do nauki matematyki i astronomii.

Europa
- Słowianie zajęli tereny nad górną Drawą.

## Urodzili się
- 21 lipca – Tang Gaozong, cesarz Chin (zm. 683)

## Zmarli
- 22 stycznia – Anastazy Pers, mnich, święty Kościoła katolickiego i prawosławnego
- 28 lutego – Chosrow II Parwiz, król Persji
- 15 kwietnia – Suiko, cesarzowa Japonii (ur. 554)
- Babaj Wielki, doktor kościoła nestoriańskiego (ur. 551)
- Teodolinda, królowa Longobardów[1]